# 祖魯鱨
祖魯鱨（學名：Zungaro zungaro）為輻鰭魚綱鯰形目長鬚鯰科的其中一種，分布於南美洲亞馬遜河及奧里諾科河流域，幼魚時體色為白金銀色，成魚帶有銀黃色金屬光澤，體長可達140公分，棲息在泥底質的河川、氾濫平原，夜間覓食，屬肉食性，以魚類為食，可做為食用魚、遊釣魚及觀賞魚，水族界俗名為亞馬遜鴨嘴，飼養時因較具神經質，容易受驚嚇而受傷，一般壽命可達15年。